# Akaurta
Akaurta (en georgiano: აკაურთა; en azerí: Akaurt) es un pueblo de Georgia ubicado en el centro de la región de Baja Iberia, siendo parte del municipio de Bolnisi.

## Toponimia
Los lugareños llaman al pueblo Ayorta (en azerí: Ayorta), que se deriva de la palabra Agayurdu (en azerí: Ağayurdu), que en la traducción del idioma turco significa "la patria del hermano mayor".

## Geografía
Akaurta está ubicado en la margen izquierda del río Mashavera, a 12 km de Bolnisi.

## Demografía
La evolución demográfica de Akaurta entre 2002 y 2021 fue la siguiente:
| 1174                                            | 762 |
| (Fuente: Population of Georgia in Soviet times) |     |

Según el censo de 2014, los azeríes constituían el 91,6% en Akaurta, los georgianos el 4,5 %, los ucranianos el 2,4% y los armenios, el 1,2%.

## Economía
La población se dedica principalmente a la cría de ganado ovinos, bovinos y el cultivo de huertas.

## Infraestructura

### Arquitectura, monumentos y lugares de interés
Akaurta tiene la iglesia de Akaurta (siglo V-VI), uno de los monumetnos más importantes de Baja Iberia; y también una mezquita en honor a Sabir Jafarov.